# Kleine zwaardschede
De kleine zwaardschede (Ensis ensis) is een tweekleppigensoort uit de familie Pharidae. De wetenschappelijke naam werd in 1758 gepubliceerd door Carl Linnaeus in de tiende editie van Systema naturae.

## Kenmerken
De schelp heeft de vorm van een ouderwets scheermes, vandaar de naam. Hij heeft een korte, trechtervormige sipho.
Rechter en linker klep van hetzelfde exemplaar:

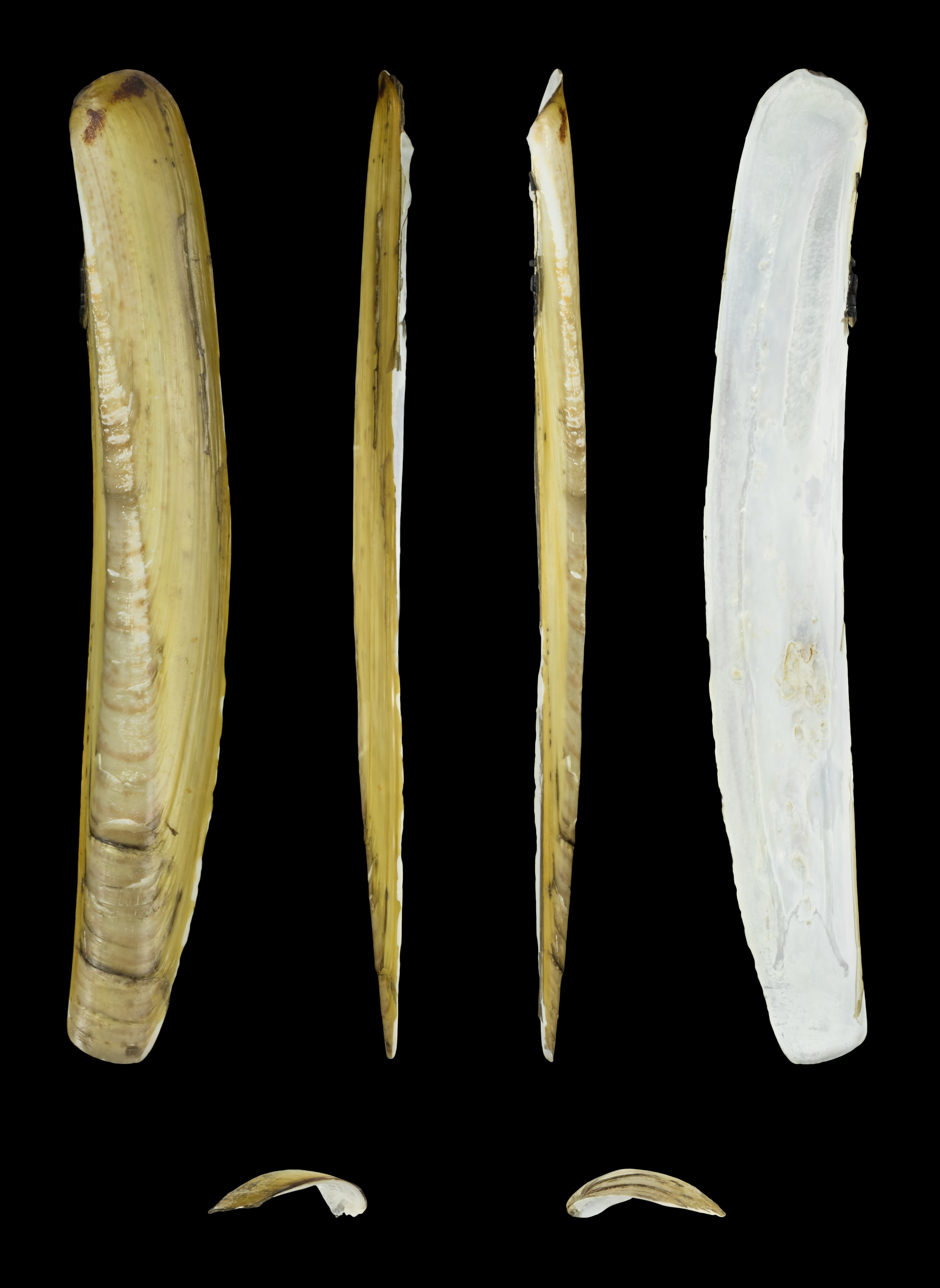
Rechter klep
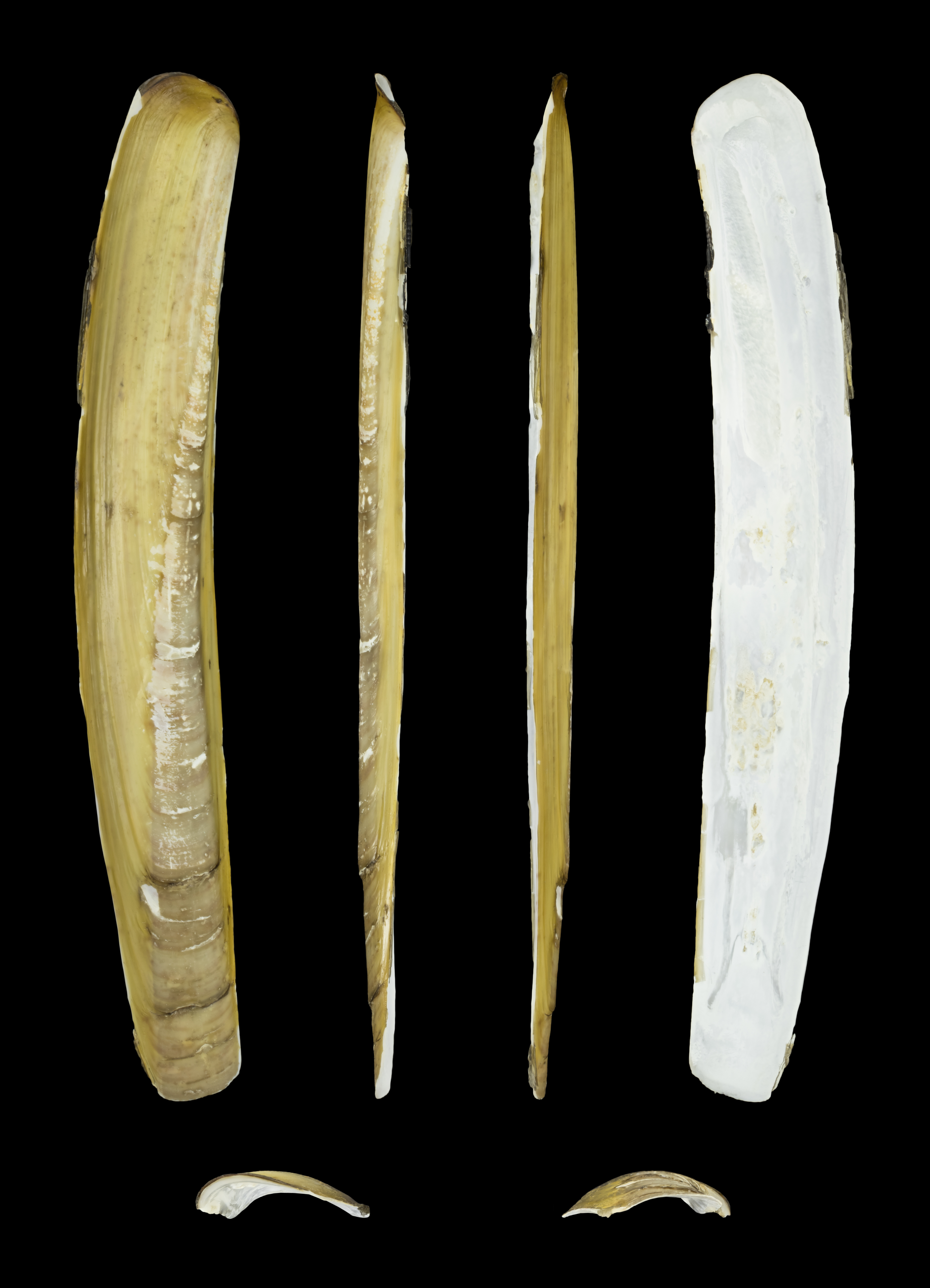
Linker klep

## Leefwijze
Dit dier graaft zich meestal diep in het zand in en voedt zich alleen bij vloed. Met de sipho zuigt het dier water, zuurstof en voedseldiertjes op, die in het met trilharen bedekte slijmvlies van de kieuwen terechtkomen en naar de mond worden gebracht. Als het dier zich terugtrekt in het zand, is er regelmatig een straaltje water te zien, dat wordt uitgespuwd. Het dier kan zichzelf met zijn gespierde voeten optillen van de zeebodem. De voortbeweging geschiedt door middel van waterdruk. Eerst vult hij zijn lichaam met water en perst dit dan onder grote druk door zijn sipho.

## Verspreiding en leefgebied
Deze soort komt algemeen voor in de Europese zeeën.